# Agostino Ripa di Meana
Agostino Ripa, primo marchese di Meana (Torino, 16 aprile 1730 – Torino, 18 febbraio 1785) è stato un nobile italiano, sindaco di Torino nel 1782.

## Biografia
Figlio di Vespasiano Ripa Buschetti di Giaglione (1711-1770), fu nominato marchese di Meana da Carlo Emanuele III nel 1772.
Fu sindaco di Torino nel 1782, con Carlo Antonio Sclopis.
Il figlio Bernardo fu sindaco di Torino nel 1816.
È sepolto nel cimitero monumentale di Torino.